# Poliomielită
Poliomielita, adesea denumită și paralizie infantilă, este o boală infecțioasă virală acută, care se răspândește de la om la om, de obicei pe cale fecal-orală. 
Termenul derivă din limba greacă poliós(πολιός), însemnând "gri", myelós (µυελός), se referă la  "măduva spinării", iar sufixul  -itis, denotă inflamație.
Aproximativ 90% din infecțiile cu poliovirus cauzând poliomielită sunt asimptomatice, indivizii afectați pot arăta o gamă largă a simptomelor, dacă poliovirusul intră în fluxul sangvin. 
În aproximativ 1% dintre cazuri virusul pătrunde în sistemul nervos central, infectând și distrugând preferențial neuronii motori, având ca efect slăbiciune musculară și  paralizie flască. 
În funcție de nervii implicați pot să apară diferite tipuri de paralizie. Poliomielita coloanei vertebrale este forma cea mai comună caracterizată prin paralizie asimetrică, care de cele mai multe ori implică picioarele. Poliomielita bulbară are ca efect slăbiciunea mușchilor care sunt inervați de nervi cranieni. Poliomielita Bulbospinală este o combinație de paralizie bulbară și spinală.
Poliomielita a fost recunoscută ca o boală distinctă în 1840 de Jakob Heine  
Agentul care o provoacă este poliovirusul, a fost definit în 1908 de Karl Landsteiner. 
Deși epidemiile majore de poliomielită erau necunoscute până la sfârșitul secolului al 19-lea, poliomielita a devenit una din cele mai temute boli de copilărie al secolului al 20-lea. 
Epidemiile de poliomielită au mutilat mii de oameni, majoritatea copii mici, boala a cauzat paralizie și moarte în mare parte a istoriei umanității. Poliomielita a existat pentru mii de ani în mod latent ca patogenie endemică până în anii 1880 când în Europa a început o epidemie mare care s-a întins apoi și în Statele Unite ale Americii. 
Prin 1910, o mare parte a lumii a cunoscut o creștere dramatică a cazurilor de poliomielită și epidemiile frecvente au devenit evenimente regulate, în principal în orașe, în timpul lunilor de vară. Aceste epidemii care au lăsat mii de copii și adulți paralizați a dat un impuls pentru o "Mare Cursă", în vederea dezvoltării unui vaccin pentru poliomielită. Dezvoltat în anii 1950, vaccinurile de poliomielită sunt creditate cu reducerea numărului de cazuri de poliomielită la nivel mondial, de la mai multe sute de mii la aproximativ o mie de cazuri pe an.  
Eforturile de vaccinare îmbunătățită conduse de către Organizația Mondială a Sănătății, UNICEF, și Rotary International, ar putea duce la nivel mondial la eradicarea bolii.

## Clasificare
| Efect                           | Proporția cazurilor           |
| ------------------------------- | ----------------------------- |
| Asimptomatic                    | 90–95%                        |
| Boală ușoară                    | 4–8%                          |
| Meningită neparalitică aseptică | 1–2%                          |
| Poliomielită paralitică         | 0.1–0.5%                      |
| — Poliomielită spinală          | 79% din cazurile cu paralizie |
| — Poliomielită bulbospinală     | 19% din cazurile cu paralizie |
| — Poliomielită bulbară          | 2% din cazurile cu paralizie  |

Termenul "poliomielită" este utilizat pentru a identifica boala cauzată de oricare din cele trei serotipuri de poliovirus. Sunt descrise două modele de bază de poliomelită: o boală minoră care nu implică sistemul nervos central (SNC), uneori numită poliomielită abortivă și o boală majoră care implică SNC, care pot fi paralitică sau nonparalitică. 
La cele mai multe persoane, cu o sistem imunitar normal, o infecție cu virusul polio este asimptomatică. Rareori infecția produce simptome minore, acestea pot include infecția tractului respirator superior (dureri de gât și febră), tulburări gastro-intestinale (greață, vărsături, dureri abdominale, constipație sau mai rar, diaree), și boli asemănătoare gripei.
Virusul pătrunde în sistemul nervos central în circa 3% din infecții. Cei mai mulți pacienți cu implicarea SNC dezvoltă meningită aseptică nonparalitică, cu simptome de dureri de cap, gât, spate, dureri abdominale și extremităților, febră, vărsături, letargie și iritabilitate. 
În jur de unu din cinci, în 1000 de cazuri de boală progresează spre paralizie, în care mușchii devin slabi cu slăbirea controlului și, în cele din urmă pacienții devin complet paralizați, această condiție este cunoscută sub numele de paralizie acută flască. 
În funcție de locul paraliziei, poliomielita paralitică este clasificată ca:
- spinal,
- bulbar, sau
- bulbospinal.

Encefalita, o infecție a țesutului cerebral în sine, poate să apară în cazuri rare, și este de obicei limitată la sugari. Acesta este caracterizată prin confuzie, modificări ale statusului mental, dureri de cap, febră, și mai puțin frecvent, criză și paralizie spastică.

## Cauză

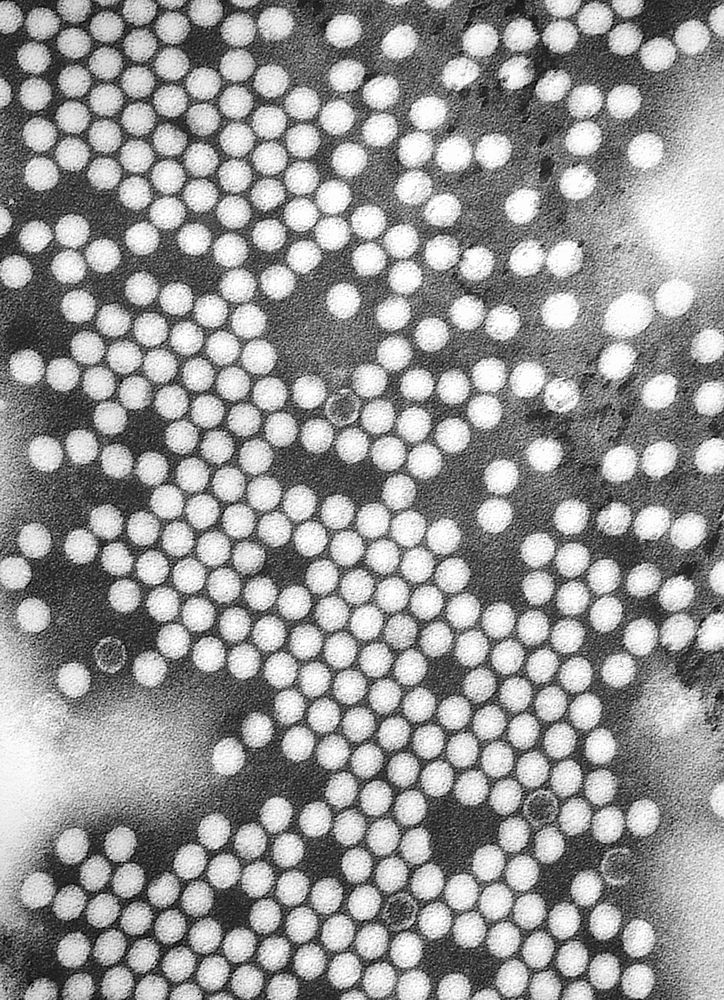
O imagine a poliovirusului prin microscop electronic

Poliomielita este cauzată de infecția cu un membru al genului enterovirus, cunoscut sub numele de poliovirus (PV). Acest grup de virus ARN colonizează tractul gastro-intestinal în mod specific orofaringele și intestinul. Timpul de incubare (la primele semne și simptome), variază de la trei la 35 de zile, cu o durată obișnuită de la șase la 20 de zile. Poliovirusul infectează și provoacă boli doar oamenilor. 
Structura virusului este foarte simplă, compusă dintr-un singur genom ARN închis într-un înveliș proteic numit capsidă. În plus pentru protejarea materialului genetic al virusului, proteinele capsidă permit poliovirusului să infecteze anumite tipuri de celule. Trei serotipuri de poliovirusul au fost identificate: poliovirus de tip 1 (PV1), de tip 2 (PV2), și de tip 3 (PV3)- fiecare cu o proteină de capsidă ușor diferită de celelalte Toate trei sunt foarte virulenți și produc aceleași simptome. PV1 este forma cea mai întâlnită, și cel mai asociată cu paralizia.
Persoanele care sunt expuse la virus, fie prin infecție de imunizare cu vaccin polio, dezvoltă imunitate. La persoanele imune, anticorpii IgA împotriva poliovirusului sunt prezente în amigdale și în tractul gastro-intestinal, și sunt capabili de a bloca replicarea virusului; anticorpii IgG și IgM   împotriva poliovirusului poate preveni răspândirea virusului la neuronii motori al sistemului nervos central. Infecția sau vaccinarea cu unul din serotipurile poliovirusului nu oferă imunitate împotriva altor serotipuri, și imunitate deplină necesită expunere la fiecare serotip.
O afectiune rară, cu o prezentare similară este poliomielita nonpoliovirus, care poate să apară de la infecții cu enterovirus nonpoliovirus.

## Transmitere
Poliomielita este extrem de contagioasă pe cale oral-orală (sursa orofaringiene) și fecal-orală (sursă intestinală). 
În zonele endemice, polioviruși sălbatici pot infecta practic întreaga populație umană. 
Acesta este sezonieră în climat temperat, cu vârful transmisiei vara și toamna. 
Aceste diferențe sezoniere sunt mult mai puțin pronunțate, în tropice. 
Timpul dintre prima expunere si primele simptome, cunoscute sub numele de perioada de incubație, este de obicei de 6-20 de zile, cu gama maximă între 3-35 de zile.en  
Particulele virale sunt excretate in fecale pentru mai multe săptămâni după infectarea inițială.
Boala este transmisă în principal prin intermediul traseului fecal-oral, prin ingerarea de alimente sau apă contaminată. Acesta este ocazional transmisă pe cale orală-orală 
un mod vizibil mai ales în zonele cu salubritate și igienă bună. 
Poliomielita este cea mai infecțioasă între șapte și zece zile înainte și după apariția simptomelor, dar transmiterea este posibilă atâta timp cât virusul rămâne în salivă sau fecale.
Factorii care cresc riscul de poliomelită sau afectează gradul de severitate al bolii includ imunodeficiența, malnutriția, tonsilectomia,
activitate fizică imediată după debutul de paraliziei, 
leziunile mușchilor scheletici ca urmare a injecție vaccinului sau agenților terapeutici. și sarcină.
Deși virusul în timpul sarcinii poate traversa placenta, fătul nu pare a fi afectat nici de infecția maternă și nici de vaccinarea antipoliomielitică.
Anticorpii materni trec, de asemenea, prin placentă, oferind imunitate pasivă, care protejează copilul de infecție de poliomelită în primele luni de viață.
Ca o măsură de precauție împotriva infecțiilor, piscinele publice au fost adesea închise în zonele afectate în timpul epidemiilor de poliomielită.

## Patofiziologie

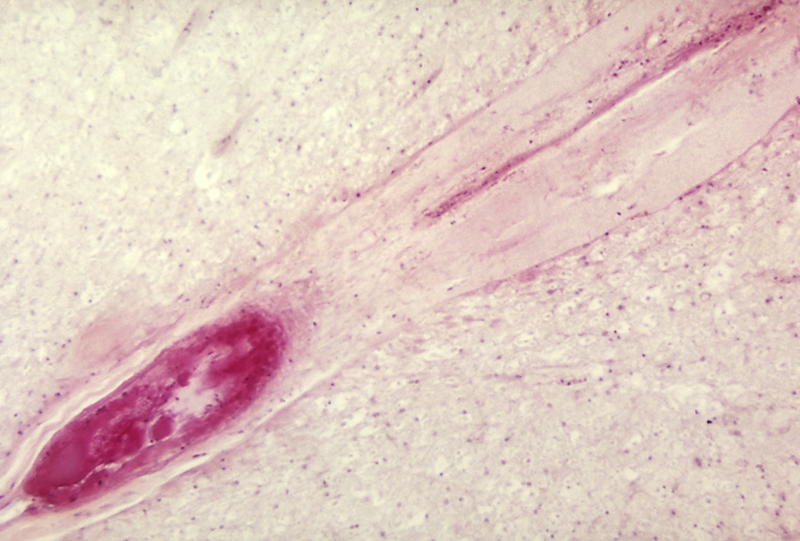
Blocajul arterei lombare anterioare spinale din cauza poliomielitei (PV3)

Poliovirusul intră în organism prin gură, infectând primele celule cu care vine în contact -faringele și mucoasa intestinală. Reușește să intre prin legare la un receptor de tip receptor imunoglobulină, cunoscut sub numele de receptor pentru poliovirus sau CD155, pe membrana celulelor. 
Virusul deturnează apoi mecanismul propriu al celulei gazdă și începe reproducerea. Poliovirusul se divide în interiorul celulelor gastro-intestinale, pentru aproximativ o săptămână, de unde se răspândește la amigdale (în special la celulele foliculare dendritice cu rezidență în centre germinale tonsilare, în țesutul limfoid intestinal, inclusiv celulele M  ale plăcilor Payer, și adânc în colul uterin și ganglioni mezenterici limfatici, unde se multiplică din belșug .Virusul este apoi absorbit în fluxul sanguin.
Cunoscut sub numele de viremie, prezența virusului în sânge permite ca aceasta să fie larg distribuit în întregul corp. Poliovirusul poate supraviețui înmulți în sânge și limfă pentru perioade lungi de timp, uneori 17 săptămâni. 
Într-un procent mic de cazuri, se poate răspândi și reproduce în alte locuri, cum ar fi țesutul adipos brun,  țesuturi reticuloendoteliale și musculare. 
Această  replicare susținută provoacă viremie gravă și duce la dezvoltarea simptome minore,  asemănătoare gripei. Rar, aceasta poate progresa și virusul poate invada sistemul nervos central, provocând un răspuns inflamator local. În majoritatea cazurilor, acest lucru duce la o inflamare auto-limitativă ale meningelor, straturile de țesut din jurul creierului, care este cunoscut sub numele de meningită aseptică nonparalitică. 
Penetrarea sistemului nervos central oferă nu oferă niciun beneficiu cunoscut virusului și este destul de probabil o deviere accidentală a unei infecții gastro-intestinale normale. 
Mecanismele prin care virusul polio se extinde la nivelul SNC sunt greu de înțeles, dar pare a fi în primul rând un eveniment accidental, în mare măsură independent de vârstă, sex, sau poziția  socio-economică a individului.

### Poliomielita paralitică

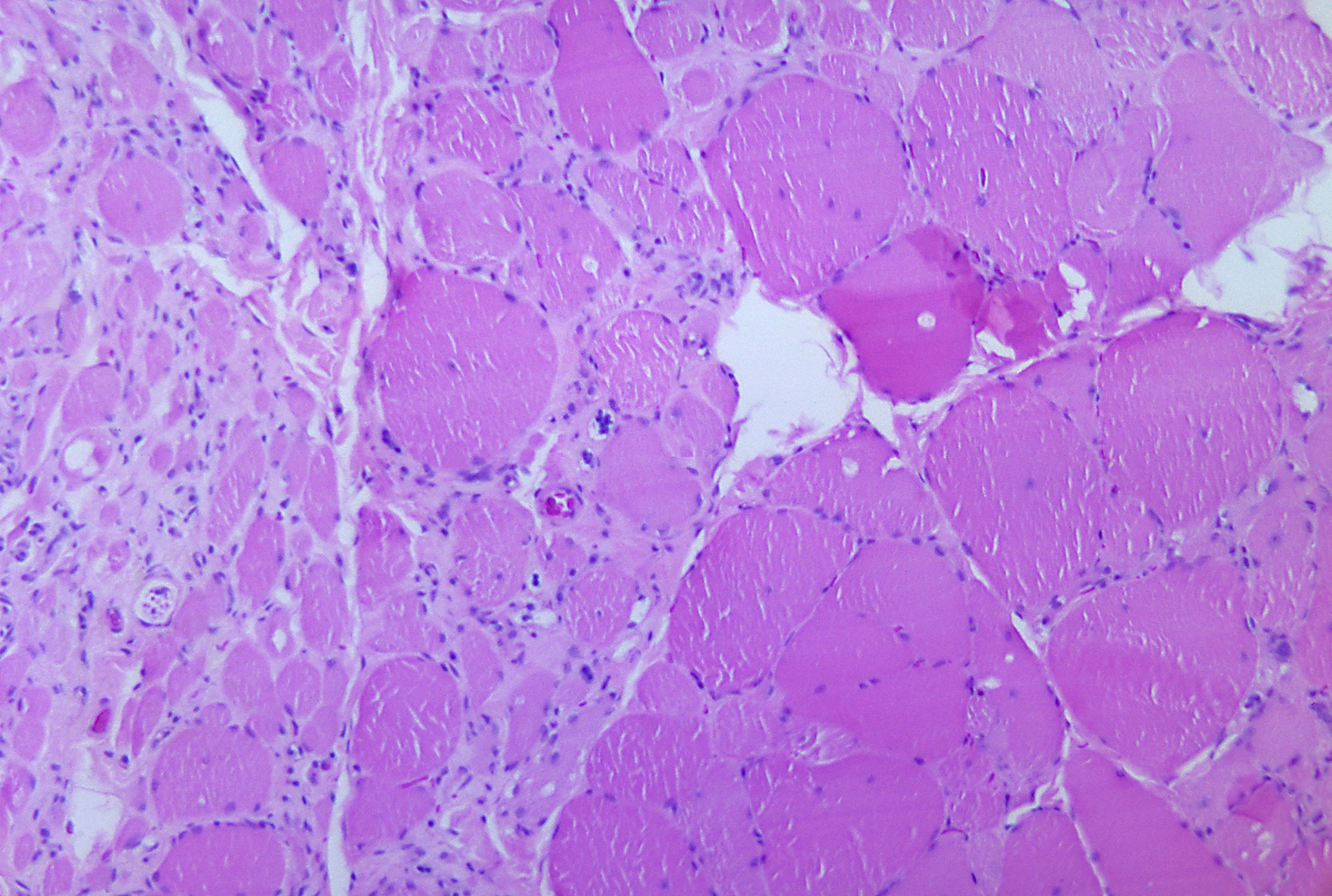
Denervarea țesutului mușchilor scheletici după infecția cu poliovirus poate duce la paralizie

În jur de 1% din infecții, extinderea poliovirusului de-a lungul  anumitor căi de fibre nervoase, se replică de preferință și distrug neuronii motori în măduva spinării, trunchi cerebral, sau în cortexul motor . Acest lucru duce la dezvoltarea poliomielitei paralitice, la care diferitele forme (spinal, bulbar și bulbospinal) variază doar privind leziunile neuronale,  inflamațiile care apar, și regiunea afectată a sistemului nervos central.
Distrugerea celulelor neuronale produc leziuni în ganglioni spinali, acestea pot apărea în formațiune reticulară, nuclei vestibulari, vermis cerebelos, și nucleii cereboși profunzi.  
Inflamația asociată cu distrugerea celulelor nervoase modifică de multe ori culoarea și aspectul materiei cenușii din coloana vertebrală, făcând-o să apară roșiatică și umflată. 
Alte modificări distructive asociate cu boala paralitică apar în regiunea prozencefalonului (creierul anterior) , în special în hipotalamus și talamus. 
Mecanismele moleculare prin care poliovirusul  provoacă boala paralitică nu sunt încă pe deplin  înțelese.

#### Poliomielita spinală

Localizarea neuronilor motor în celulele cornului anterior al coloanei vertebrale

Poliomielita spinală este cea mai comună formă de poliomielită paralitică, care se datorează invaziei virale ale neuronilor motorii ale celulelor cornului anterior sau ale materiei cenușii din coloana vertebrală, care sunt responsabile pentru mișcare a mușchilor, inclusiv a celor de trunchi, membre și mușchilor intercostali.
Invazia virusul provoacă inflamația celulelor nervoase, ceea ce duce la deteriorarea sau distrugerea neuronilor motori. Atunci când neuronii spinali mor,  are loc degenerarea walleriană, ceea ce duce la slăbiciunea  mușchilor inervați anterior de neuroni acum morți. 
Cu distrugerea celulelor nervoase, mușchii nu mai primesc semnale de la creier sau măduva spinării; fără stimulare nervoasă, mușchii se atrofiază, devenind slabi, și slab controlabili și, în cele din urmă bolnavul va fi complet paralizat. 
Progresia la paralizie maximă este de rapidă (de la două până la patru zile), și este de obicei asociată cu febră și dureri musculare. 
Reflexele tendinoase adânci sunt de asemenea afectate și de obicei sunt abolite sau diminuate; 
cu toate acestea, capacitatea senzitivă ale membrelor paralizate nu este afectată.
Gradul paraliziei spinale depinde de regiunea afectată, care poate fi în zona cervicală, toracică, sau lombară. 
Virusul poate afecta mușchii de pe ambele părți ale corpului, dar cel mai adesea paralizia este  asimetrică. 
Poate fi afectat orice membru sau combinație de membre : un braț, un picior sau ambele picioare sau ambele brațe. Paralizia este adesea mult mai severă proximal (în locul unde membrul se unește cu organismul), decât distal (degetele de la mâini sau de la picioare).

#### Poliomielita bulbară

Localizarea și anatomia regiunii bulbare (cu portocaliu)

Poliomielita bulbară este responsabilă  până la aproximativ 2% din cazurile de  paralizie, care apare atunci, când poliovirusul invadează și distruge nervii din regiunea bulbară a trunchiului cerebral. 
Regiunea bulbară este o cale a materiei albe, care conectează cortexul cerebral la trunchiul cerebral. Distrugerea acestor nervi slăbește musculatura inervată de nervii cranieni, producând simptome de encefalită și produce dificultăți de respirație, dificultăți de vorbire și de înghițire. 
Nervii critici afectați sunt nervul glosofaringian, care controlează parțial de înghițirea și  funcțiile în gât, mișcarea limbii și gustul; nervul vag, care trimite semnale la inimă, intestine, și plămâni, și nervului accesoriu, care controlează mișcările părții superioare a gâtului. Din cauza efectului la înghițire, secreții ale mucusului pot ajunge până la căile respiratorii, cauzând sufocare.
Alte semne si simptome includ slăbiciune facială, cauzate de distrugerea nervului trigemen și nervului facial, care inervează obraji, canalele lacrimale, gingii, și mușchii feței, printre altele; vedere dublă; dificultate de mestecat, și rată respiratorie anormală și ritm anormal de respirație, ceea ce poate duce la stop respirator. De asemenea, sunt posibile și edemul pulmonar și șocul, care pot fi fatale.

#### Poliomielita bulbospinală
Aproximativ 19% din toate cazurile de poliomielită paralitică au atât simptome bulbare cât și spinale, aceasta se numește poliomielită respiratorie sau bulbospinală.
Aici virusul afectează partea superioară a segmentului cervical al coloanei vertebrale (vertebra cervicală C3 până la vertebra C5), și are loc paralizia diafragmei toracice. Nervii critici afectați sunt nervul frenic, care acționează diafragma pentru a extinde plămânii, și cele care acționează mușchii necesari înghițirii. Prin distrugerea acestor nervi, această formă de poliomielită afectează respirația, ceea ce face dificilă sau imposibilă bolnavului respirația, fără sprijinul unui aparat respirator. Aceasta poate duce la paralizia brațelor și a picioarelor și poate afecta, de asemenea, funcțiile de înghițire și ale inimii.

## Diagnostic
Poliomielita paralitică se poate suspecta clinic în cazul persoanelor care se confruntă cu debut acut de paralizie flască la una sau mai multe membre cu reflexe tendinoase abolite sau diminuate la nivelul membrelor afectate, care aparent nu pot fi atribuite altor cauze, fără pierderi  senzoriale sau cognitive.

### Vaccin

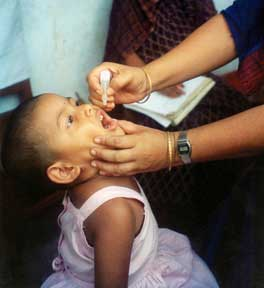
Un copil primind vaccin oral împotriva poliomielitei

## Prognoză

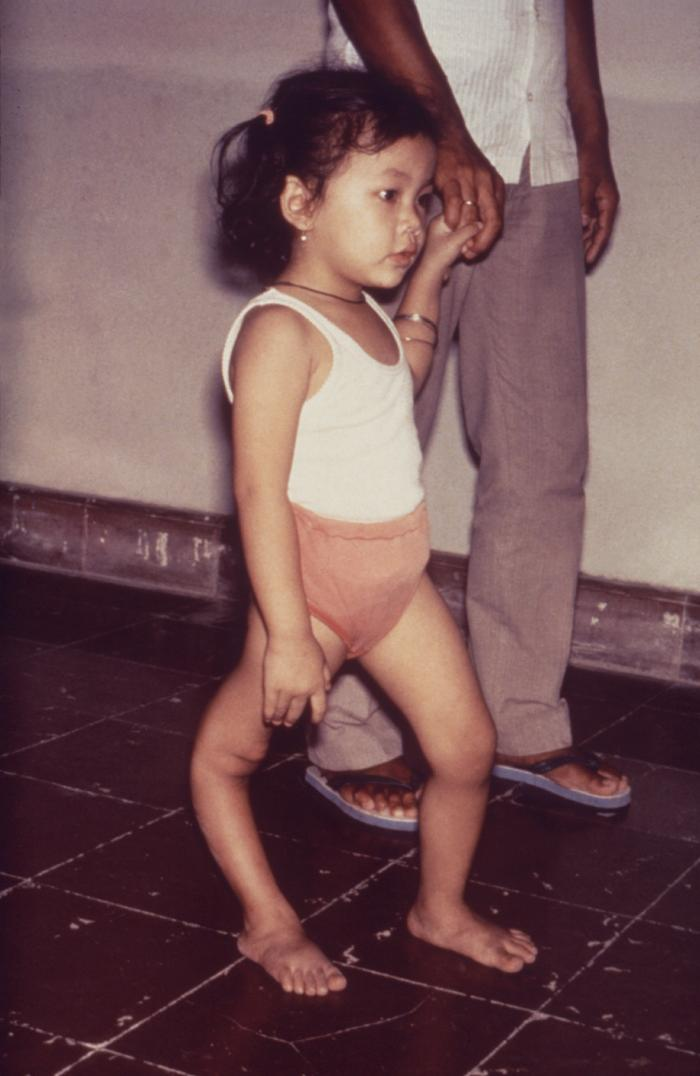
Copil cu diformitate a piciorului drept din cauza poliomielitei